# بروتوكول حجز الموارد
بروتوكول حجز الموارد (بالإنجليزية:  Resource Reservation Protocol RSVP)‏ هو بروتوكول لحجز الموارد في الشبكات من النوع مثل intserv و MPLS.
يوجد في المستوى 4 من الترتيب المعياري ل OSI، لا يعمل كبروتوكول حامل مثل TCP أو UDP بل مثل ICMP.